# Diann Roffe
Diann Roffe (Warsaw, 24 marzo 1967) è un'ex sciatrice alpina statunitense, campionessa iridata nello slalom gigante a Bormio 1985 e olimpica nel supergigante a Lillehammer 1994.
In seguito al matrimonio assunse anche il cognome del coniuge e nell'ultima parte della sua carriera (stagioni 1993-1994) gareggiò come Diann Roffe-Steinrotter.

## Biografia
Polivalente originaria di Williamson, la Roffe debuttò in campo internazionale in occasione dei Mondiali juniores di Sugarloaf 1984, dove vinse la medaglia d'argento nello slalom gigante; in Coppa del Mondo il suo primo piazzamento fu l'8º posto colto sulle nevi di casa di Lake Placid il 7 marzo dello stesso anno nella medesima specialità. L'anno seguente esordì ai Campionati mondiali e nella rassegna iridata di Bormio conquistò la medaglia d'oro nello slalom gigante; successivamente, il 13 marzo, ottenne nella stessa specialità a Lake Placid il primo successo in Coppa del Mondo, nonché primo podio. Esordì ai Giochi olimpici invernali a Calgary 1988, dove fu 12ª nello slalom gigante e 15ª nello slalom speciale.
Nella stagione 1988-1989 partecipò ai Mondiali di Vail, classificandosi 14ª nel supergigante e 9ª nello slalom gigante, e si aggiudicò la Nor-Am Cup, mentre in occasione dei XVI Giochi olimpici invernali di Albertville 1992 vinse la medaglia d'argento nello slalom gigante e non concluse il supergigante. 13ª nel supergigante e 9ª nello slalom gigante ai Mondiali di Morioka 1993, sua ultima presenza iridata, ai XVII Giochi olimpici invernali di Lillehammer 1994, sua ultima presenza olimpica, raggiunse l'apice della carriera vincendo la medaglia d'oro nel supergigante, mentre non concluse lo slalom gigante. Il 17 marzo dello stesso anno vinse a Vail la sua seconda e ultima gara in Coppa del Mondo, un supergigante; quel successo fu l'ultimo piazzamento della sua carriera agonistica.

## Palmarès

### Olimpiadi
- 2 medaglie:
  - 1 oro (supergigante a Lillehammer 1994)
  - 1 argento (slalom gigante ad Albertville 1992)

### Mondiali
- 1 medaglia:
  - 1 oro (slalom gigante a Bormio 1985)

### Mondiali juniores
- 1 medaglia:
  - 1 argento (slalom gigante a Sugarloaf 1984)

### Coppa del Mondo
- Miglior piazzamento in classifica generale: 10ª nel 1990 e nel 1992
- 8 podi:
  - 2 vittorie (1 in supergigante, 1 in slalom gigante)
  - 3 secondi posti
  - 3 terzi posti

#### Coppa del Mondo - vittorie
| Data          | Località    | Paese       | Specialità |
| ------------- | ----------- | ----------- | ---------- |
| 13 marzo 1985 | Lake Placid | Stati Uniti | GS         |
| 17 marzo 1994 | Vail        | Stati Uniti | SG         |

Legenda:

SG = supergigante

GS = slalom gigante

### Nor-Am Cup
- Vincitrice della Nor-Am Cup nel 1989
- Vincitrice della classifica di slalom gigante nel 1988 e nel 1989[senza fonte]
- Vincitrice della classifica di slalom speciale nel 1984[3] e nel 1989[senza fonte]

### Campionati statunitensi
- 6 ori (slalom gigante, slalom speciale nel 1989; supergigante, slalom gigante, slalom speciale nel 1992; slalom gigante nel 1993)[1][4][5]